# Pilot Mound (Iowa)
Pilot Mound è un comune degli Stati Uniti d'America, situato nello Stato dell'Iowa, nella contea di Boone.